# Saint Paul, Minnesota
Saint Paul (također se može pisati i St. Paul) je glavni grad američke savezne države Minnesote. U popisu stanovništva 2000. godine grad je imao 287 151 stanovnika. Pored St. Paula se nalazi Minneapolis, najveći grad u Minnesoti. Dva grada zajedno tvore Minneapolis-St. Paul metropolitansko područje.